# 伊利里亚人

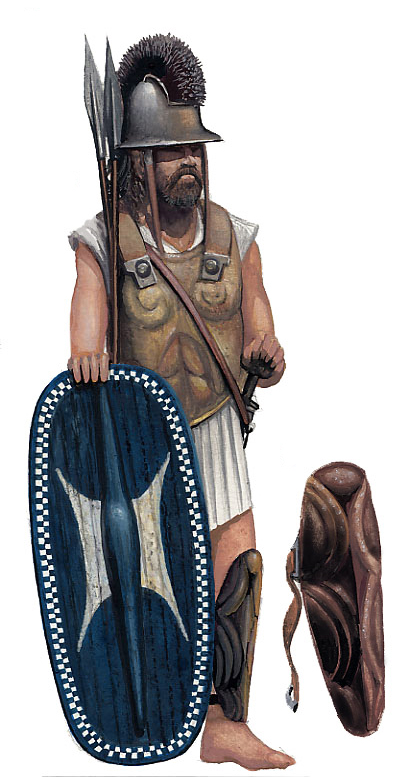
伊利里亞國王或貴族 公元前500年-公元前100年

伊利里亚人（羅馬化：Illyrioi）是欧洲古代一个属于印欧语系的民族，据古希腊文獻的記錄，伊利里亚人居住在希腊西北部，包括今天的伊庇鲁斯、阿尔巴尼亚、蒙特內格羅、赫塞哥維納、達爾馬提亞的南部和中部，这些地方被统称为伊利里亚。少数部落也生活在潘诺尼亚和阿尔卑斯山脉东部的地区。伊利里亚人可能主要是从瓮棺文化演化过来的。地中海东部的文化与伊利里亚人的关系还有争议。
冰川时期伊利里亚人的经济基础按当地的地理条件不同分别是畜牧业和农业。从前两千年到前一千年的过渡时期还以畜牧业为主，在巴尔干半岛西部的山区里此后也依然以畜牧业为主，在平原地区农业成为主要的经济基础。冰川时期的伊利里亚人社会主要以部落和家庭组织。由对墓地的发掘可以证明每个部落由一个贵族统治，该贵族家庭比其它居民家庭的社会地位要高得多。
从前6世纪开始希腊殖民者开始在伊利里亚建立居民点。儘管两个民族之间的关系也不盡是和平相處. 但是，伊利里亚人最後還是選擇逐漸接受希腊文化。希腊奢侈品成为了伊利里亚贵族的象征。在奥赫里德湖畔的豪华的部落墓地里考古学家发现了从希腊进口的商品。
在将过去加固的高地居民点改造为城市中心的过程中希腊的影响不断加强，这些城市里的经济核算社会结构也发生了变化。城市里的手工业和商业的影响扩大，伊利里亚人也开始在爱琴海畔从事航海（商业和海盗）。前5世纪从一些这些城市里形成了小的国家，不过这些国家往往都很短命。
从前4世纪开始越来越多的希腊历史学家开始描写伊利里亚人。当时马其顿王国经常与伊利里亚人发生战争。前359年马其顿国王佩爾狄卡斯三世在与伊利里亚人作战时阵亡。
佩爾狄卡斯的弟弟腓力二世得以战胜伊利里亚人，但是他们没有被亚历山大大帝并入马其顿王国。前3世纪一些伊利里亚国王得以建立地区性的强国。
当时的伊利里亚人也是非常出名的海盗。因此前229年爱琴海岸的希腊殖民地向古罗马申请保护。在第一次伊利里亚战争（前229年至前228年）中罗马得以在達爾馬提亞海岸建立一个桥头堡。在第二次伊利里亚战争（约前218年至前201年）伊利里亚大部分被罗马占领。前168年最后一位伊利里亚国王被罗马战败、俘虏和带回罗马市。罗马人将伊利里亚分为附属罗马的小国。
恺撒将伊利里亚正式并入罗马帝国。屋大维以多瑙河为界将伊利里亚分为達爾馬提亞和潘诺尼亚两个省。前9年在伊利里亚爆发暴动后罗马开始强烈地将这个地区罗马化。罗马帝国后来的军队大部分由这里的罗马化的伊利里亚人组成。多个罗马皇帝是伊利里亚人，包括克勞狄二世、奧勒利安、普羅布斯、戴克里先和君士坦丁一世。斯拉夫人入侵后伊利里亚人和色雷斯人在几个世纪裏大多数与斯拉夫人融合成了南斯拉夫人。

## 与阿尔巴尼亚人的关系
古代伊利里亚人与今天的阿尔巴尼亚人之间的关系还不清楚。由于关于伊利里亚语的资料非常少，要确定这个关系非常困难。
有理論認為今天的阿尔巴尼亚人是直接从伊利里亚人演变过来的，但也有學者推斷今天的阿尔巴尼亚人是外地移來的. 比較合理的推論是，伊利里亞人祇是今天的阿尔巴尼亚人數個祖先的其中之一. 
许多伊利里亚部落和国王的名称今天还可以在阿尔巴尼亚语裏找到，大多数这些名称在今天的语言裏有意义。但是许多伊利里亚名称主要是在20世纪下叶的共产主义时期引入的，并不是从古代随是历史变迁遗留下来的。阿尔巴尼亚共产党宣传阿尔巴尼亚是伊利里亚人的后代，反对明显的穆斯林或基督教的名称，因此开始重新使用伊利里亚人的名称。20世纪70年代在民族南斯拉夫人中伊利里亚人的名称也很热门。

## 与南斯拉夫人的关系
由于伊利里亚人的传说性，19世纪许多南斯拉夫的民族主义者称南斯拉夫人是伊利里亚人的后代。尤其在克罗地亚和斯洛文尼亚这个理论非常普及。但是在19世纪末这个理论就已经几乎无人问津了。
今天只有阿尔巴尼亚人还称自己是伊利里亚人的后代。

## 考古学中的伊利里亚人的概念
20世纪初伊利里亚人被看作是哈尔施塔特文化的一部分。当时人们认为伊利里亚人的居住区从奥地利东部一直到塞尔维亚、阿尔巴尼亚和希腊北部。